# Station Koninklijke-Sint-Mariastraat
Station Koninklijke-Sint-Mariastraat (Frans: Gare de la rue Royale Sainte-Marie) is een voormalige spoorweghalte langs spoorlijn 161 (Brussel - Namen) in de Brusselse gemeente Schaarbeek (België). Het bevond zich aan de Berenkuil van het Verboekhovenplein.
De halte heeft nog geen 20 jaar bestaan en werd in 1884 gesloten.